# フレアスタック

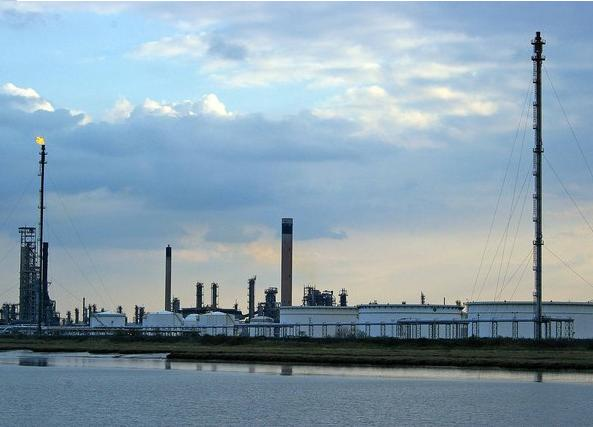
イングランドのコリトン精油所におけるフレアスタック。左側の煙突の先に小さな炎が見える。

フレアスタック（flare stack）は、油田、ガス田、石油精製施設、可燃性ガス処理施設などで発生した余剰気体を煙突の先で燃焼させて無害化する設備。または、その際の炎。

## 概要
石油を精製する製油所などの生産・処理プラントでは原油を熱分解してガソリンや軽油を作る際にメタンなどの可燃性ガスが発生する。しかし、これらガスには硫化水素などの有毒物質が含まれ、そのまま大気中に放散すると危険である。そこで、生産・処理施設から十分安全な距離に設置した煙突の先で燃やすことである程度無害化している。
現代の製油所では、エネルギー資源の有効利用のため可燃性ガスを回収・リユースするため、通常運転時にはフレアスタックを使用しない。しかし、プロセスの起動時や定期保守点検、非常時などには運転系統内の可燃性ガスを素早く安全に処理するため、フレアスタックが用いられる。
海底油田・ガス田の洋上プラットフォームでは施設が狭く可燃性ガスのリユースが限定されるため、フレアスタックが広く用いられてきた。しかし、地層への廃ガス圧入が普及すると、フレアスタックは非常時のみ使用されるようになった。
フレアスタックには通常、処理する可燃性ガスと空気との混和撹拌、黒煙防止と腐食性物質の洗浄を兼ねて頂部にスチーム（水蒸気）が吹き込まれる。黒煙の正体はガスの不完全燃焼によるカーボンの”燃え残り”であり、炭素原子が多数連なった重質可燃性ガスではどうしても酸素不足で黒煙が生じやすくなる。スチームを吹き込むことにより黒煙中の炭素と水蒸気との水性ガス反応を積極的に起こさせることで黒煙を減少させることができる(pp129‐130)。
{\displaystyle {\rm {\ C+\ H_{2}\ O\longrightarrow \;CO+\ H_{2}\;}}}
{\displaystyle {\rm {\ CO+{\frac {1}{2}}\ O_{2}\longrightarrow \;CO_{2}\;}}}
{\displaystyle {\rm {\ H_{2}+{\frac {1}{2}}\ O_{2}\longrightarrow \;H_{2}\ O\;}}}
|     |              |
| C   | = 炭素       |
| H2  | = 水素       |
| O2  | = 酸素       |
| CO  | = 一酸化炭素 |
| CO2 | = 二酸化炭素 |
| H2O | = 水蒸気     |

## その他
通常のフレアスタックが細長い塔状になっている理由は、狭い敷地でスペースを活用するとともに、燃焼ガスの輻射熱を高さ方向の距離で軽減させ、かつ大気中に十分拡散するようにするためである(pp129‐130)。しかし、その反面、輻射熱・騒音・可視炎といった周辺環境への影響を、より広範囲に及ぼすという欠点がある。一方、バーンピットのようにガスの輻射熱を水平距離方向で軽減させる方法もある。
フレアスタックは処分する可燃性ガスを量の多少にかかわらず安全に燃焼させるものであるため、常にパイロットバーナー（種火）が着火しており、たとえ燃焼させるガスの供給が一時的に止まっても処理ガスの燃焼が中断しないようになっている。また、燃焼の炎が逆火（炎が装置や施設内に逆流すること）しないように、逆火を防止するフレーム・アレスター（flame arrester）もしくは水封によりプロセスへの逆流を防ぐシールドラムが付いている(p128)。またフレアスタックへ導く配管の手前には液体を分離するためのセパレータドラムを置き液体を分離してガスだけをフレアスタックに送り(pp150‐152)、かつフレアスタックへのガス流量が過大にならないようオリフィスにより流量を制限する(pp150‐152)。
もし万が一パイロットバーナーの火が消えた場合は何らかの手段で再着火させる。着火には高信頼性のスパークプラグ点火装置をフレアスタック塔頂部に設けるか、パイロットバーナー用の配管を空気予混合として低部でスパークプラグ点火または手動で点火し、フレアスタック頂部のパイロットバーナーへ火炎を誘導する。日本国外においては照明弾（フレアピストル）をフレアスタック上の放出ガスに向けて発射して着火する手法をとることもあるが(p152)、混雑した石油化学プラントにおいては不適当な点火方法であり通常では用いられない(p152)。
他に停電などで化学プラント反応系内の圧力を緊急に下げる必要がある場合、安全弁とガス処理装置だけで賄え切れない場合にも反応系内部のガスをフレアスタックに導き、ガスを燃焼させて放出することもある。また、製油所や化学プラントにおけるスタートアップ時・停止時のように、大量の余剰ガスを放出させる必要がある場合にも使われる。

## フレアスタックの種類
- 架構支持型

国内で最も一般的なフレアスタック。様々なガスの組成、流量に対応できる。
- ワイヤ支持型

砂漠地帯に多く、安価に設置できる。
- 自立型

架構支持型と同じ用途で使われ、構造的に自立させることで支持架構分の敷地を節約できる。敷地の狭い土地に適している。
- グランドフレア型

地上置きの円筒状炉内で燃焼する形式のため夜間照明や騒音など周辺環境への影響が少ない。近年では、周辺住民の感情や景観への配慮から、このタイプの需要が高まっている。
- バーンピット型

燃焼時の輻射熱を高さではなく距離で軽減する。

## 類似施設
- ガス放散塔（vent stack）

操業上、緊急時やスタートアップ時などに余剰ガスを直接大気中に放出させるためのもので、着火は行わない。